# Rio Demini
Rio Demini är ett vattendrag i Brasilien.   Det ligger i delstaten Amazonas, i den nordvästra delen av landet, 2 400 km nordväst om huvudstaden Brasília.
I omgivningarna runt Rio Demini växer i huvudsak städsegrön lövskog. Trakten runt Rio Demini är nära nog obefolkad, med mindre än två invånare per kvadratkilometer.